# Wipfel (Stetten)
Wipfel ist ein Ortsteil der oberschwäbischen Gemeinde Stetten. 

## Geographie
Er liegt etwa drei Kilometer südlich des Hauptortes und ist über eine Gemeindestraße an Stetten angebunden. Südlich des Ortes wird das Gelände für Wiesen- und Feldwirtschaft genutzt, im Norden, Osten und Westen begrenzt der Wald Eichelgarten den Ort.

## Geschichte
Erstmals ist die ehemalige Einöde im Jahre 1467 als Tubenlohch in einem Kaufbrief der Herrschaft Mindelheim urkundlich fassbar. Die Einöde war damals Michael Jecken Wipfel zu Erbrecht verliehen. Die Kapelle St. Anna wurde im frühen 19. Jahrhundert erbaut. Am 1. Mai 1978 wurde der Ort zusammen mit dem ehemaligen Hauptort Erisried nach Stetten eingemeindet.